# Massakern i Nakhon Ratchasima
Massakern i Nakhon Ratchasima ägde rum i och nära Nakhon Ratchasima (Korat), Thailand, mellan den 8 och den 9 februari 2020. En soldat i den thailändska armén dödade genom skottlossning 29 människor och skadade ytterligare 58, innan han sköts till döds av en insatsstyrka. Bakgrunden till dådet var en dispyt över en markaffär.